# 岩船町站
岩船町站（日语：／ Iwafunemachi eki */?）是位於新潟縣村上市小口川，東日本旅客鐵道（JR東日本）的羽越本線車站。

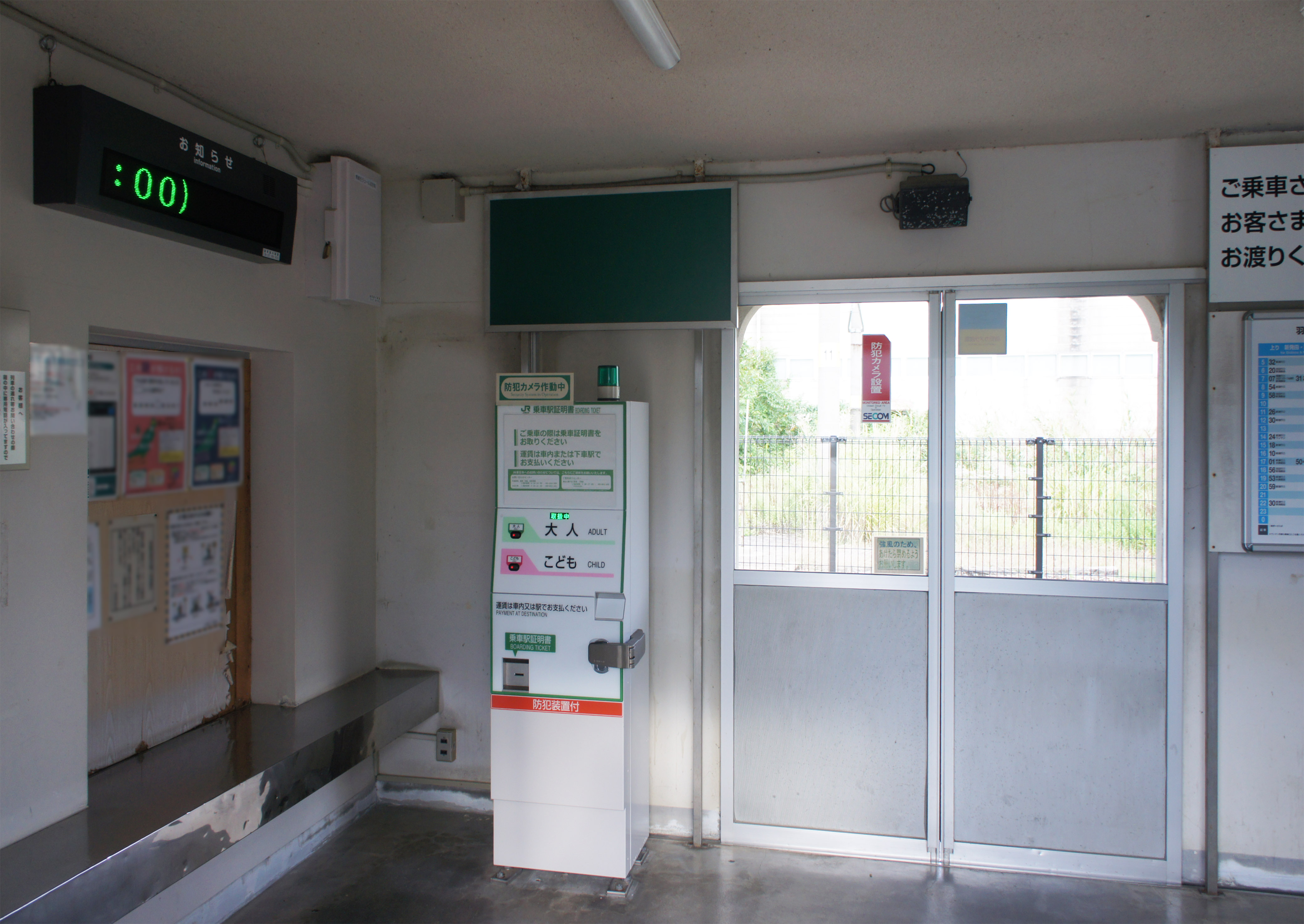
候車室内（2021年9月）

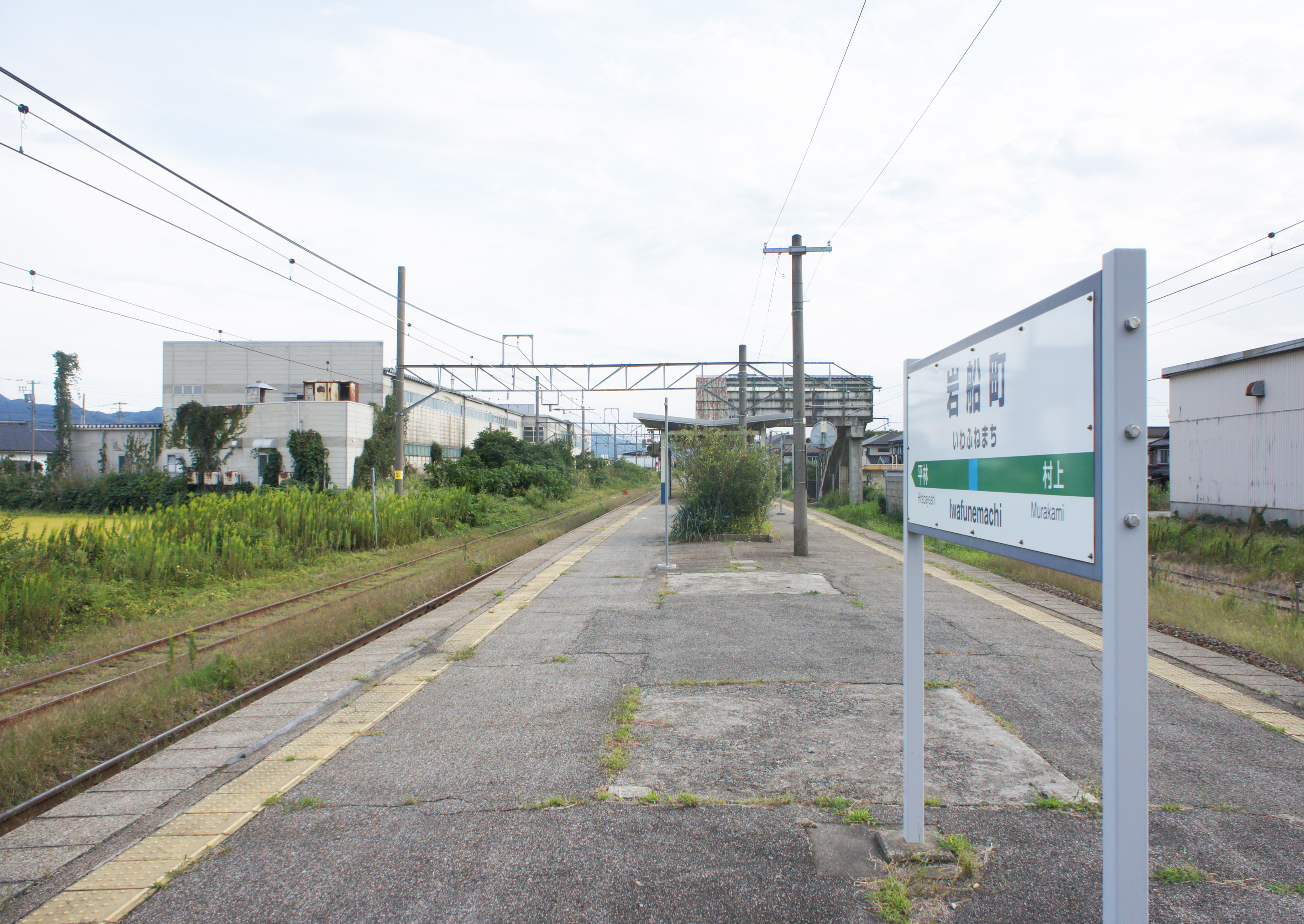
月台（2021年9月）

## 歷史

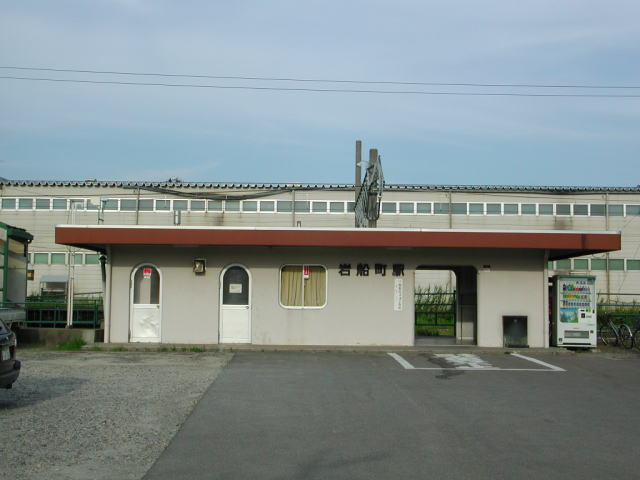
車站大樓（前塗裝）（2004年8月）

此站位於前・神林村（建設當時為前・西神納村）中心車站。車站名稱取自距離此站最近的村上市岩船地區（前・岩船町）。另外，為了分辨此站與兩毛線「岩舟站」（栃木縣栃木市），因此此站加上「町」字。
- 1914年（大正3年）11月1日：村上線 中條站至村上站之間開業，此站啟用。
- 1924年（大正13年）7月31日：全線開業，村上線編入至羽越線。
- 1925年（大正14年）11月20日：隨著支線與赤谷線啟用，羽越線改名為羽越本線。
- 1969年（昭和44年）10月1日：終止行李運送業務。
- 1972年（昭和47年）9月1日：終止貨物、行李起卸業務。
- 1980年（昭和55年）12月：新車站大樓（現時車站大樓）建成。
- 1987年（昭和62年）4月1日：伴隨國鐵分割民營化，車站由東日本旅客鐵道（JR東日本）營運。

## 車站構造
車站是一座地面車站，設有1面2線的島式月台。車站大樓（西邊）與月台之間設有跨線橋連接。另外，此站設有1條側線。
此站是由村上站管理的無人車站。車站大樓同時為候車室，於大樓內設有自動售票機、自動販賣機和廁所。此站不可使用Suica等交通系IC卡。

### 月台
| 月台 | 路線      | 上下行 | 方向             |
| ---- | --------- | ------ | ---------------- |
| 1    | ■羽越本線 | 下行   | 村上、酒田方向   |
| 2    | ■羽越本線 | 上行   | 新發田、新潟方向 |

參考

## 車站周邊
- 新潟縣道142號岩船町停車場有明線（日语：新潟県道142号岩船町停車場有明線）
- 新潟縣道146號岩船町停車場岩船線（日语：新潟県道146号岩船町停車場岩船線）
- 國道7號
- 道之驛神林（日语：道の駅神林）（穗波之里）
- 村上市神林分所（前神林村公所）
- 神林郵局
- 村上警署（日语：村上警察署）小口川駐守所
- Pal Park神林
  - 神林球場
- 村上市立西神納小學
- 西神納體育館
- 岩船港（設有航線前往粟島）
- 在此站前設有由新潟縣放置的地震儀。地點名稱是村上市岩船站前。
- 大幕場森林公園（大幕場、大池公園）

## 巴士

村上市內的巴士路線圖。時間表參見新潟交通觀光巴士官網 村上區、勝木區 。

在車站前設有新潟交通觀光巴士「岩船站前」巴士站，該處只有數班巴士停站。

## 相鄰車站
東日本旅客鐵道
■羽越本線
■快速
通過
■普通
平林－岩船町－村上

## 注腳
1. ↑  Suica新潟エリア （页面存档备份，存于）（日語） - JR東日本. 2020年4月25日參閲.
2. ↑  JR東日本:駅構内図 （页面存档备份，存于）（日語）

## 外部連結
- 車站資訊（岩船町）：東日本旅客鐵道（日語）